# Philemon albitorques
Philemon albitorques là một loài chim trong họ Meliphagidae.